# Gorazd (nome)
Gorazd  è un nome proprio di persona slavo maschile.

## Origine e diffusione
Si tratta di un tardo nome proto-slavo, attestato nelle fonti dell'epoca anche come Carast e Karastus e derivante dall'aggettivo goradzъ, che significa "abile", "esperto"; tale termine potrebbe essere un prestito germanico non meglio identificabile, ma l'idea non è accettata da tutti i linguisti.
Questo nome venne portato da Gorazd, duca di Carantania nell'VIII secolo e successivamente, nel IX secolo, da san Gorazd, un discepolo dei santi Cirillo e Metodio.

## Onomastico

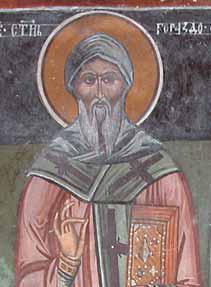
San Gorazd in un affresco nella chiesa della Natività della Theotokos a Slivnica (Bulgaria)

L'onomastico ricorre il 27 luglio in memoria di san Gorazd (a volte italianizzato in "Gorazdo"), discepolo dei santi Cirillo e Metodio, vescovo nella Grande Moravia e considerato uno degli "apostoli della Bulgaria".

## Persone
- Gorazd, vescovo e scrittore slovacco
- Gorazd Štangelj, ciclista su strada sloveno
- Gorazd Zvonický, poeta, scrittore e presbitero slovacco
- Gorazd Zajc, calciatore sloveno